# 徳島県道149号腕山宮石線
徳島県道149号腕山宮石線（とくしまけんどう149ごう かいなやまくいしせん）は、徳島県三好市を通る一般県道である。

## 概要
全体的に1車線の県道である。

### 路線データ
- 起点：三好市西祖谷山村小祖谷（徳島県道265号腕山花ノ内線起点）
- 終点：三好市池田町松尾黒川（徳島県道140号大利辻線交点）
- 距離：17,224 m[1]

## 歴史
- 1973年（昭和48年）6月29日 - 認定。

## 地理

### 通過する自治体
- 徳島県
  - 三好市

### 交差する道路
| 交差する道路              | 交差する場所     | 交差する場所 |
| ------------------------- | ---------------- | ------------ |
| 徳島県道265号腕山花ノ内線 | 西祖谷山村小祖谷 | 起点         |
| 徳島県道140号大利辻線     | 池田町松尾黒川   | 終点         |

### 沿線
- 腕山